# Vasia
Vasia – miejscowość i gmina we Włoszech, w regionie Liguria, w prowincji Imperia.
Według danych na rok 2004 gminę zamieszkiwało 440 osób, gęstość zaludnienia wynosiła 44 os./km².